# Осиновка (Тарногский район)
Осиновка — упразднённая деревня в Тарногском районе Вологодской области России.

## География
Урочище находится в северо-восточной части области, в подзоне средней тайги, на левом берегу реки Токмас, на расстоянии примерно 31 километра (по прямой) к юго-востоку от села Тарногский Городок, административного центра района.

### Климат
Климат характеризуется как умеренно континентальный, с продолжительной холодной зимой и умеренно тёплым летом. Среднегодовая температура воздуха — +1,5 °C. Средняя температура воздуха самого холодного месяца (января) — −13,6 °C (абсолютный минимум — −52 °C), средняя температура самого тёплого (июля) — +16,8 °С (абсолютный максимум — +37 °С). Вегетационный период длится 115 дней. Среднегодовое количество атмосферных осадков составляет 667 мм, из которых около 67 % выпадает в тёплый период. Снежный покров держится в течение 168 дней. В течение года преобладают ветра юго-западного направления. Среднегодовая скорость ветра 3,3 м/с.

## История
В 1908 году население составляло 13 человек (10 мужчин и 3 женщины). В административном отношении входила в состав Раменского общества Бережно-Слободской волости Тотемского уезда.
По данным 1926 года в деревне имелось 6 хозяйств и проживал 31 человек (17 мужчин и 14 женщин). В административном отношении входила в состав Раменского сельсовета Кокшенгского района.
Действовал колхоз «13-й Октябрь». В 1940 году Осиновский починок входил в состав Раменского сельсовета Тарногского района. Упразднена не позднее 1973 года.